# Łosiniec (Tomaszów Lubelski)
Pour les articles homonymes, voir Łosiniec.
Łosiniec (prononciation [wɔˈɕiɲet͡s]) est un village de la gmina de Susiec, du powiat de Tomaszów Lubelski, dans la voïvodie de Lublin, situé dans l'est de la Pologne.
Il se situe à environ 10 kilomètres à l'est de Susiec (siège de la gmina), 10 kilomètres au sud-ouest de Tomaszów Lubelski (siège du powiat) et 106 kilomètres au sud-est de Lublin (capitale de la voïvodie).
Le village compte approximativement une population de 500 habitants.

## Administration
De 1975 à 1998, le village est attaché administrativement à l'ancienne voïvodie de Zamość.

Depuis 1999, il fait partie de la nouvelle voïvodie de Lublin.